# Книжный магазин Пауэлла
Книжный магазин Пауэлла (англ. Powell's Books) — сеть книжных магазинов в Портленде, Орегон. Центральный магазин расположен в Перл-дистрикте, носит ещё название «Город книг Пауэлла» (англ. Powell's City of Books), так как его территория занимает практический целый квартал между 10-й и 11-й авеню на Запад-Бернсайд стрит. Его территория более 6300 м², в магазине есть девять комнат с различной цветовой кодировкой, более 3500 различных секций. Книжный магазин располагает более 4 миллионами новых, бывших в употреблении, редких и вышедших из печати книг для розничных и онлайн-продаж. Ежедневно книжный магазин закупает около 3000 подержанных книг.

## История
Книжный магазин был основан в Портленде в 1971 году Уолтером Пауэллом. В 1979 году, когда были проблемы с оплатой аренды, к Уолтеру Пауэллу присоединился его сын Майкл Пауэлл, занимавшийся книготорговлей в Чикаго, Иллинойс. В течение года они нашли локацию, которая в настоящее время называется «Город книг Пауэлла». В 1982 году владельцем магазина становится Майкл Пауэлл. В 1984 году был открыт первый филиал магазина.
В 2002 году USA Today назвал «Книжный магазин Пауээла» одним из 10 лучших книжных магазинов Америки.
В 2010 году управление магазином Майкл Пауэлл передал своей дочери Эмили. Таким образом «Книжным магазином Пауэлла» уже управляет 3-е поколение семьи.

## Филиалы
Помимо центрального магазина — «Город книг Пауэлла», расположенного в Перл-дистрикте, есть ещё несколько филиалов:
- «Книжный магазин Пауэлла в Сидар-Хиллс-кроссинг» в Бивертоне, пригороде Портленда;
- «Книжный магазин Пауэлла в Готорне», расположенный на Юго-Восток-Готорн-бульваре;
- в Международном аэропорту Портленда.